# A Horse with No Name
Singles de America

— I Need You
(1972)
A Horse with No Name est une chanson du groupe de rock America, extraite de leur album homonyme édité en 1971 et sortie en single le 31 janvier 1972.

## Création
A Horse with No Name a été écrite et composée par Dewey Bunnell en 1971. La première version de l'album America est d'abord sortie en Europe sans rencontrer de succès notable et sans la chanson A Horse with No Name. Cherchant une chanson qui serait populaire à la fois aux États-Unis et en Europe, le producteur Ian Samwell a aidé le groupe à enregistrer la chanson et a persuadé le label Warner Brothers de ressortir l'album en y incluant cette chanson.
À l'origine intitulée Desert Song, la chanson est renommée selon une suggestion de Samwell. Bien qu'elle ait été écrite un jour de pluie en Angleterre, elle est censée dégager une impression de forte chaleur, de désert aride. Bunnell s'est rappelé son enfance à la Vandenberg Air Force Base en Californie.

## Composition
A Horse with No Name est jouée en tonalité de mi mineur avec deux guitares acoustiques, une basse et des bongos. Sur le premier album intitulé America, la chanson est interprétée par les musiciens suivants :
- Dewey Bunnell : Guitare acoustique 6 cordes et chant.
- Gerry Beckley : Guitare acoustique 12 cordes.
- Dan Peek : Basse.
- Kim Haworth : Batterie.
- Ray Cooper : Bongos.

## Accueil
En dépit de — ou peut-être grâce à — son interdiction dans quelques villes comme Kansas City, du fait de supposées références à la drogue (horse est un mot d'argot pour désigner l'héroïne), la chanson s'est hissée à la première place du Billboard Hot 100 américain et l'album est rapidement devenu disque de platine.
Les critiques les plus courantes au sujet de la chanson, mentionnées dans le livret accompagnant le coffret Highway : 30 Years of America, évoquent des similarités avec Neil Young en son et en style. La chanson a délogé Heart of Gold de Young de la première place du hit-parade. Dans le livret, Bunnell dit : 
« I know that virtually everyone, on first hearing, assumed it was Neil. I never fully shied away from the fact that I was inspired by him. I think it's in the structure of the song as much as in the tone of my voice. »
« Je sais que quasiment tout le monde, à la première écoute, a pensé qu'il s'agissait de Neil. Je n'ai jamais vraiment nié le fait que je m'étais inspiré de lui. Je pense que cela vient de la structure de la chanson autant que du timbre de ma voix. »
Cette rumeur non fondée selon laquelle A Horse with No Name est une chanson de Neil Young continue de perdurer, mais ce succès a ouvert la voie pour d'autres titres de l'album, tels I Need You, Sandman et Riverside.
La chanson a également été tournée en ridicule pour certaines paroles simplistes comme « The heat was hot » (« La chaleur était chaude ») et « And there were plants and birds and rocks and things. » (« Et il y avait des plantes et des oiseaux et des rochers et des choses »). Randy Newman l'a un jour décrite comme une chanson « about a kid who thinks he's taken acid » (« d'un gamin qui pense qu'il a pris de l'acide »). De même, l'acteur comique américain Richard Jeni s'est moqué du titre de la chanson, disant : « You're in the desert. You got nothing else to do. Name the freakin' horse ! » (« Vous êtes dans le désert. Vous n'avez rien d'autre à faire. Donnez un nom à ce satané cheval ! »)

## Reprises
- Horace Andy dans son album Mek it Bun de 2002.
- Le groupe de rock indépendant Larrikin Love avec un style et des instruments inspirés par la musique celtique pour Q en 2006.
- En 2007, par Seelenluft (en) avec Florian Horwath au chant.
- Michael Jackson l'avait librement adaptée sous le titre A Place with No Name : le titre était resté inédit, avant de faire partie de l'album posthume Xscape.
- Davide Esposito l'adapte en 2015 sous le titre A cavallo del vento.
- Une version de Patrick Carney et Michelle Branch est réalisée pour la série Bojack Horseman (2017)

## Dans la culture populaire
La chanson est souvent diffusée, parodiée ou simplement mentionnée dans de nombreux épisodes de séries télévisées, films ou émissions. Elle apparaît ainsi :
- dans le film Air America avec Mel Gibson, où elle est "massacrée" par deux chanteurs vietnamiens dans un bar.
- dans le 119e épisode (5-22) de la série télévisée Friends, Celui qui devait casser la baraque
- à la radio fictive K-DST de style classic Rock dans le jeu vidéo, Grand Theft Auto: San Andreas.
- parmi l'une des chansons préférées du personnage Black Mage de la bande dessinée en ligne 8-Bit Theatre et elle est également entendue dans l'épisode 648 : Task Mastery.
- dans l'épisode des Simpson Mon meilleur ennemi où Marge et Homer font l'amour et provient du lecteur cassette.
- en référence dans la chanson Lewis de Yo La Tengo, ils chantent : « I've been through the desert on a horse without a name » (« J'ai traversé le désert sur un cheval sans nom »).
- dans l'épisode Bill's Autobiography de la série télévisée Infos FM, le magnétophone que donne Dave à Bill pour enregistrer ses pensées contient un enregistrement de Dave chantant la chanson, ce à quoi Lisa demande : « What is your obsession with that song? » (« C'est quoi ton obsession pour cette chanson ? »). Un peu plus tard dans l'épisode, Bill révèle à Dave que l'écoute de la chanson l'aide à s'endormir.
- dans une parodie de The Howard Stern Show sous le nom « The Boy With Horse Teeth » (« Le garçon avec des dents de cheval ») à propos du producteur Gary Dell'Abate. Les chœurs ont été changés en ba ba ba ba ba booey. Elle est considérée comme presque l'une des meilleures Baba Booey.
- en référence dans l'animé Battle B-Daman quand Gray dit « I've been through the desert on a horse with no name, but this is ridiculous ! » (« J'ai traversé le désert sur un cheval sans nom, mais c'est ridicule ! »)
- dans l'intro du 14e épisode de la saison de 2 de la série Millennium (The Owls/Les chouettes) on entend cette chanson, . D'une façon assez générale dans Millennium, les chansons des années 1970 sont annonciatrices de l'apocalypse.
- au début du 8e épisode de la saison 3 de Six Feet Under (La partie de Paintball) on voit des femmes d'une communauté New Age chanter cette chanson a cappella pendant qu'elles travaillent.
- en 28e position dans le classement des 40 chansons soft rock les plus sensationnelles. Un décompte par VH1.
- en référence dans les paroles du titre Erica America de Saint Etienne.
- en France, dans la publicité de la Renault Modus en avril 2005.
- dans l'épisode Tensions de la série Breaking Bad  (saison 3, épisode 2). Walter White écoute cette chanson au volant de sa Pontiac Aztek au début de l'épisode ; il la fredonne à nouveau sous la douche, en fin d'épisode. Par ailleurs, le titre original de l'épisode (Caballo Sin Nombre) est la traduction espagnole du titre de la chanson.
- En 2013, la chanson apparait dans le film American Bluff de David O. Russell.
- La chanson apparait sur la bande originale du film The Nice Guys (2016).
- En 2023, la chanson apparait dans le film The Covenant de Guy Ritchie.